# Sciapus noditarsis
Sciapus noditarsis är en tvåvingeart som beskrevs av Becker 1922. Sciapus noditarsis ingår i släktet Sciapus och familjen styltflugor. Inga underarter finns listade i Catalogue of Life.